# Subhuti
Subhūti was een van de tien discipelen van Boeddha. Hij komt in vele Mahayana soetra voor. Subhuti was de grootste kenner van de leegte onder Boeddha's discipelen. De letterlijke vertaling van zijn Sanskriet naam betekent "goed" en "bestaan". In de theravadatraditie speelt Subhuti nauwelijks een belangrijke rol.
In de Diamantsoetra is Subhuti degene die telkens een gesprek met Boeddha heeft.